# 川名俊次
川名 俊次（かわなしゅんじ）は、公園緑地管理財団常務理事。公害防止事業団専務理事、建設省都市局公園緑地課長、歴史的風土審議会委員、日本造園修景協会会長を歴任。東京都生まれ。
1948年 農業大学農学部卒、建設省入省。おもな業績にシンガポール・ジュロン工業団地の都市計画（1965年～）など。著書に『都市計画のたて方』（共著、セメント協会、1959年）。
第3回日本公園緑地協会北村賞受賞。

## 参考
- (財)日本造園修景協会会長 川名俊次氏
- CITY&L:FE N0 24 特集 都市と緑化 1992年夏号
- 坂田期雄, 人間都市への復権: 文化とアメニティの再生, ぎょうせい, 1982
- https://www.city.yokohama.lg.jp/city-info/seisaku/torikumi/shien/tyousakihou/59.files/0034_20191121.pdf
- http://www.j-la.jp/kyoukai/enkaku.html
- https://www.mlit.go.jp/crd/city/singikai/rekifu/gushin.html
- 建設省五十年史 Ⅱ, 建設省五十年史編集委員会, 社団法人建設広報協議会, 1998
- https://openjicareport.jica.go.jp/pdf/10464972_01.pdf
- http://www.onken.or.jp/seminar.html
- https://www.city.nagaoka.niigata.jp/elibrary/kouhou/nagaoka/file/s6306.pdf
- 山口敬太, 繁田いづみ, 川崎雅史「奈良・山辺の道における景観保全の展開とその保全思想」『ランドスケープ研究(オンライン論文集)』第7巻、2014年、1-8頁、doi:10.5632/jilaonline.7.1。